# Medium (Person)

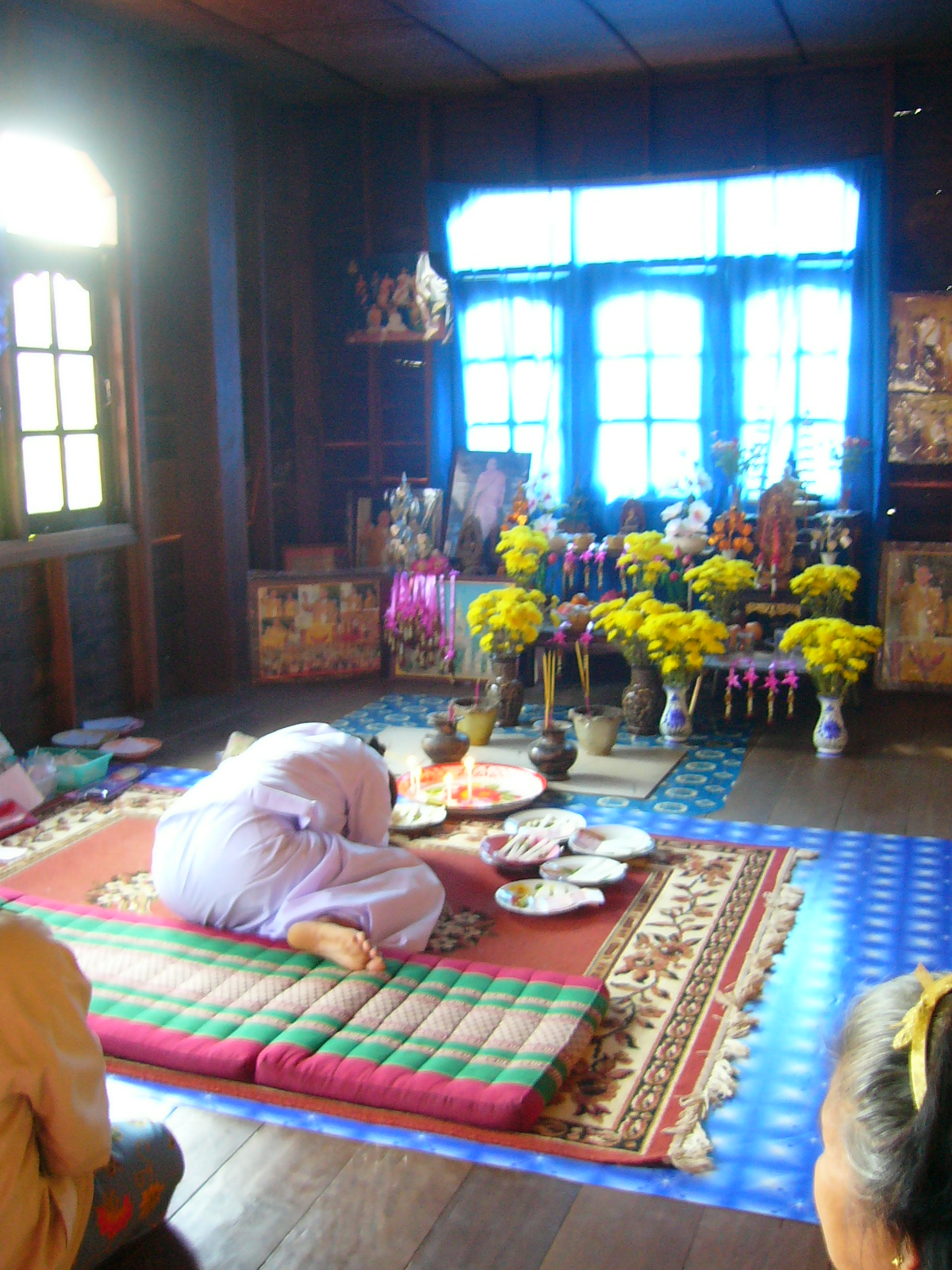
Ein "Medium" bei der "Kontaktaufnahme" (Thailand)

Ein Medium (auch Channel genannt) ist eine Person, die von sich behauptet, Botschaften von übernatürlichen Wesen wie Engeln, Geistern oder Verstorbenen zu empfangen oder anders geartete nicht objektivierbare Wahrnehmungen zu haben. In der Parapsychologie wird der Begriff dabei unabhängig von kulturrelativen religiösen oder okkulten Weltbildern verwendet. Die bekanntesten Phänomene oder Techniken sind dabei Hypnose und Telepathie.
Mediumismus ist die behauptete Kommunikation mit diesen Wesen und die gesprochene oder geschriebene Weitergabe von Visionen und „Mitteilungen“. In den 1970er Jahren etablierte sich dafür in der US-amerikanischen New-Age-Bewegung der Begriff Channeling, der in den 1980er Jahren auch im deutschsprachigen Raum bekannt wurde.

## Mediale Übermittlung
Medien nehmen für sich in Anspruch, unter anderem mit einer sogenannten "jenseitigen Welt" Verbindung aufzunehmen, z. B. mit „Engeln“, „Totengeistern“ oder Geistwesen. Sie tun dies in so genannten Séancen (Sittings oder Readings), bei Einzelsitzungen oder Meditationen. Dabei übermitteln sie Zuhörern oder Klienten zumeist persönlich adressierte Botschaften des Trostes oder der Lebenshilfe. Die Behauptung, diese Botschaften kämen von Verstorbenen, Engeln oder Geistwesen, wird damit untermauert, dass Medien teilweise sehr präzise Details von Aussehen oder Lebensweise verstorbener Angehöriger wiedergeben.

## Kulturelle und religiöse Verbreitung
Mediumismus tritt traditionell in zahlreichen Kulturen Eurasiens, Afrikas und auf den pazifischen Inseln auf, vornehmlich in schamanisch orientierten Agrar- und Viehzüchtergesellschaften.
Weltweit nehmen viele Religionen und weltanschauliche Bewegungen für sich in Anspruch, dass ihre Lehre auf medialem Weg durch Propheten, Mystiker empfangen wurde; auch der Zungenrede (vorwiegend in der Charismatischen Bewegung) wird eine göttliche Ursache zugesprochen. Die Bibel beschreibt beispielsweise im 2. Buch Mose, Kapitel 3 und 4, wie Gott mit Mose aus einem brennenden Dornbusch heraus gesprochen und ihm hierbei den Befehl gegeben habe, zurück nach Ägypten zu gehen, um die Israeliten aus der Knechtschaft zu befreien. Joseph Smith behauptete, eine Wesenheit namens Mormon habe ihm, dem Gründer der gleichnamigen Kirche, das Buch Mormon übermittelt. Die Entstehung des Koran wird dem Erzengel Gabriel zugeschrieben, der ihn dem Begründer und Propheten des Islam Mohammed diktiert haben soll.

## Vertreter des Mediumismus
Dem Einfluss des von dem französischen Schriftsteller Allan Kardec (1804–1869) begründeten Spiritismus wird zugeschrieben, dass der Mediumismus auch in Industriegesellschaften Verbreitung fand. Carl Gustav Jungs Lebensweg als Psychiater und Begründer einer Denkschule wurde von seinen Geistführern Philomen und Salome beeinflusst. Im „Roten Buch“ hat er die inneren Gespräche mit ihnen aufgezeichnet. Von dem jenseitigen Wesen Basilides in Alexandria habe Jung die „sieben Belehrungen der Toten“ empfangen.

### Mediumismus in Tibet
Aus der tibetischen Bön-Religion und einigen Schulen des tibetischen Buddhismus ist das Wirken von Medien bekannt. Das Orakel der Bön heißt Dakini. Derzeit  ist dies Rosalyn Bruyere, die prophezeite Frau aus dem Westen. Eines der bekanntesten Medien Tibets, das Mönchsmedium der Gottheit Pekar, ist auch als Nechung-Orakel bekannt. Es soll die tibetische Regierung und die Dalai Lamas seit ungefähr vier Jahrhunderten in wichtigen Zukunftsfragen beraten und ist auch heute noch als Medium der tibetischen Exilregierung im Dienst. Der als Medium dienende Mönch genießt innerhalb der buddhistischen Gelug-Schule hohes Ansehen; seine meist kurze Lebensspanne schreiben Buddhisten den kräftezehrenden „Orakel-Trancen“ zu.

### Mediumismus in Brasilien
In einigen Fällen hat die brasilianische Rechtsprechung schriftliche Aussagen von Medien, die unter Aufsicht eines Notars erstellt wurden, anerkannt. So wurden zum Beispiel in den Fällen
- Mord in Goiânia, Goiás, 1975, begangen an Henrique Emmanuel Gregoris,
- Mord in Goiânia de Campina, Goiás, Mai 1976, von José Divino Gomes an Maurício Garcez Henriques begangen,
- Mord in Campo Grande, Mato Grosso do Sul, im März 1980, von José Francisco Marcondes de Deus an seiner Ehefrau Cleide Maria begangen,

Schriftstücke vor Gericht als Aussagen des Verstorbenen und somit als Beweise anerkannt.
Ein weiterer Fall, der sich im Mai 2006 ereignet hat, wird in der Carta psicografada ajuda a inocentar ré por homicídio no RS auf Portugiesisch beschrieben.
Das bekannteste Medium des 20. Jahrhunderts war Chico Xavier, der über 400 Bücher verfasste, deren Inhalt ihm angeblich von Geistern diktiert wurde.

### Mediumismus im Westen
Medien im Westen sind beispielsweise Alexa Kriele (BRD), Paul Meek (GB, D), James van Praagh (USA, u. a. Autor der Fernsehserie Ghost Whisperer), Pascal Voggenhuber (Schweiz), Tyler Henry (USA, "TV-Star"), Vassula Ryden (Schweiz), Jana Haas (D), Sam Hess (Schweiz), Gabriele Wittek (D, „Prophetin“), Kim-Anne Jannes (Schweiz), Bahar Yilmaz (D, Schweiz), Anouk Claes (Schweiz) und Varda Hasselmann (D).
Folgende Personen haben ähnliche Fähigkeiten von sich behauptet:
- Edgar Cayce †, wurde als der schlafende Prophet bekannt
- Aleister Crowley †, „channelte“ seiner Aussage nach eine Wesenheit namens Aiwass
- Jane Roberts †, „channelte“ ihrer Aussage nach eine Wesenheit namens Seth
- Neale Donald Walsch, „channelte“ seiner Aussage nach Gott
- Helen Schucman †, „channelte“ ihrer Aussage nach Jesus Christus
- Lee Carroll, „channelte“ seiner Aussage nach eine Wesenheit namens Kryon
- Judith Z. Knight, „channelte“ ihrer Aussage nach eine Wesenheit namens Ramtha
- Rudolf Steiner †, „channelte“ den deutschen Generaloberst Helmuth von Moltke[2]

### Mediumismus in Großbritannien
Traditionell ist insbesondere in England und Wales der Spiritualismus weit verbreitet. Allein in London gibt es mehrere hundert spiritistische Kirchen, in denen Medien regelmäßig Vorträge (Sittings) halten und angebliche Botschaften aus dem Jenseits übermitteln.
Als Musikmedium wurde Rosemary Brown auch außerhalb Großbritanniens bekannt. Der in Wales geborene und aufgewachsene Paul Meek gilt heute als eines der bekanntesten Medien in Europa. Meek lebt heute in München.
Am staatlich nicht anerkannten Arthur Findlay College in Stansted Mountfitchet werden Medien ausgebildet.

### Mediumismus in der Schweiz
In Europa ist neben England und Wales der Mediumismus am stärksten in der Schweiz verbreitet. Es gibt dort viele Medien, die eigene Praxen führen, wo sie ihre zahlreichen Klienten empfangen. Es gibt Medien wie Pascal Voggenhuber, die wie Popstars auftreten und große Hallen füllen, um dann vor Publikum Jenseitskontakte herzustellen. Im Schweizer Fernsehen wird oft über die Arbeit von Medien berichtet und Medien treten als Gäste in Talkshows auf. Es gibt Schulen und Bildungszentren, an denen Medien ausgebildet werden. In Einzelfällen arbeiten Schulmediziner mit Medien z. B. in der Psychiatrie zusammen, als Beispiel Anouk Claes und Jakob Bösch. In dem Fernsehkrimi Tatort: Zwischen zwei Welten, der in der Schweiz produziert wurde, gibt es die Figur Pablo Guggisberg, die ein Medium ist, das der Polizei bei den Ermittlungen hilft. Diese Figur soll Pascal Voggenhuber nachempfunden sein. In Deutschland, wo man in der Allgemeinheit derartige Zusammenarbeit nicht kennt, stieß diese Tatort-Folge teilweise auf Unverständnis. Auch im Schweizer Dokumentarfilm Fenster zum Jenseits aus dem Jahr 2012 wird das Thema Medialität behandelt.

## Schreibmedien
Schreibmedien sind Personen, die behaupten, auf paranormalem Weg Mitteilungen aus dem Jenseits zu empfangen und diese a) zu diktieren oder b) selbst aufzuzeichnen.
Gruppe A
- Die stigmatisierte Nonne Anna Katharina Emmerick, deren Eingebungen und Visionen von Clemens Brentano ab September 1818 in Dülmen aufgezeichnet wurden.
- Friederike Hauffe, aufgezeichnet durch Justinus Kerner
- Bekannte diktierende Medien aus den USA sind: Edgar Cayce † und Jane Roberts †.

Gruppe B
- Jakob Lorber † Österreicher, der als Schreibknecht Gottes ein umfangreiches Werk niederschrieb.
- Helena Petrovna Blavatsky † Deutsch-Russin, Mitgründerin der Theosophischen Gesellschaft
- Annie Besant † GB
- Helen Schucman † USA
- Emanuel Swedenborg † Schweden

## Belege und Skeptiker
Skeptiker sind von den angebotenen Belegen wenig beeindruckt und fordern stattdessen bessere Belege wie z. B. Lösungen für bisher lange ungelöste Probleme der Menschheit, wie die Goldbachsche Vermutung.

## Rezeption in Literatur und Film

### Film
Filme, in denen die Thematik eine zentrale Rolle spielt, sind u. a.
- Ghost – Nachricht von Sam
- Ghost Whisperer – Stimmen aus dem Jenseits
- Hereafter von Clint Eastwood (2010)
- Drag Me to Hell (2009)
- Stay von Marc Forster (2008)
- Das Geisterhaus  (1993)
- Personal Shopper (2016), mit Schauspielerin Kristen Stewart als Medium
- Down a Dark Hall mit Uma Thurman und Isabelle Fuhrman (2018)